# 怀特曼空军基地
怀特曼空军基地（英語：Whiteman Air Force Base）是美国空军在密蘇里州的一座空军基地，毗邻诺布诺斯特。该基地以珍珠港事件中丧生的美军飞行员乔治·怀特曼命名，是目前唯一一座长期停驻着美军全部在役B-2幽灵战略轰炸机的空军基地。

## 基地历史
1942年，美國陸軍航空軍在该地建造塞达利亚陆军机场（Sedalia Army Air Field），以附近城市塞達利亞命名，供CG-4滑翔機等飞机训练用，二战结束后基地闲置。
1951年8月，机场更名为塞达利亚空军基地，隶属于新成立的美国空军。1954年3月，首架B-47轟炸機降落在该机场。1955年12月3日，该基地更名为怀特曼空军基地，以纪念美军飞行员乔治·怀特曼，他出生于基地附近的佩蒂斯縣朗伍德，在珍珠港事件中刚起飞P-40B戰鬥機即遭日机击中丧生。
1963年，该基地从轰炸机基地转型为导弹基地。第351战略导弹联队进驻，操作民兵一型洲际弹道导弹，之后又升级为民兵二型。1980年代末，随着美苏双方战略武器谈判的进行，美国开始退役民兵二型洲际弹道导弹。
1987年该基地被宣布为将成为美国空军新型先进技术轰炸机的驻地。1993年12月17日，首架B-2幽灵战略轰炸机降落在基地。目前美军全部B-2轰炸机皆常驻在该基地。此外，该基地还驻有美国空军预备役司令部的一个A-10雷霆二式攻擊機中队。
2018年，该基地被选为下一代战略轰炸机B-21突襲者的三处驻地之一。